# داستان‌های ترسناک برای گفتن در تاریکی (فیلم)
داستان‌های ترسناک برای گفتن در تاریکی (انگلیسی: Scary Stories to Tell in the Dark) یک فیلم در ژانر ترسناک به کارگردانی
آندره اوردال است که در سال ۲۰۱۹ منتشر شد. از بازیگران آن می‌توان به آستین آبرامز و دین نوریس اشاره کرد.

## خلاصه داستان
در هالووین ۱۹۶۸ ، در شهر میل دره ، پنسیلوانیا ، سه دوست نوجوان؛ استلا ، اوگی و چاک؛ در حال رفتن به هالوین هستند که در راه ان‌ها با تامی و باند درگیر میشوند و از دست آن ها فرار میکند  برای نجات خودشان از دست آن ها به  جایی که پارگینگ ماشین سینما معروف است در ماشین یک جوان به نام رامون پناه میبرند و پنهان می‌شوند. آنها از رامون دعوت می کنند که به مناسبت هالووین به یک مکان تسخیر شده بروند و در آنجا اتفاقاتی برای آن ها رخ میدهد و کتابی را برمیدارن و اتفاقات وحشتناکی درانتظار آنهاست...

## بازیگران
- زویی کولتی در نقش استلا نیکولز
- مایکل گارزا در نقش رامون مورالس
- گابریل راش در نقش اوگی
- آستین زاجور در نقش چارلی چاک
- ناتالی گانژورن در نقش روث روت اشتاینبرگ
- آستین آبرامز در نقش تامی میلنر